# عصر آزادگان
عصر آزادگان روزنامه‌ای اصلاح‌طلب بود که پس از توقیف روزنامه‌های جامعه، توس و نشاط به مدیرمسئولی غفور گرشاسبی و به سردبیری ماشاالله شمس‌الواعظین منتشر گردید. این روزنامه در ۱۵ مهر ۱۳۷۸ با تیتر یک «بازگشت آزادگان به جامعه» آغز به کار کرد و در جریان توقیف گسترده مطبوعات در اردیبهشت ۱۳۷۹ که به توقیف فله‌ای مشهور شد، پس از چند ماه انتشار توسط قوهٔ قضائیهٔ جمهوری اسلامی ایران توقیف گردید.
دبیران این روزنامه در زمان انتشار:
- اکبر گنجی، که در مورد سرویس مخفی ایران می‌نوشت.
- ابراهیم نبوی، که طنز سیاسی روزانه می‌نوشت.
- حسین درخشان، که یک ستون فناوری به‌طور منظم می‌نوشت.
- مسعود بهنود، که یک ستون نظر به‌طور منظم می‌نوشت.